# ブリトマルティス
ブリトマルティス（古希: Βριτόμαρτις, Britomartis）は、ミーノーア文明における山と狩猟の女神である。ミュケーナイ文明に受け継がれてギリシア神話の一部となり、徐々によくわからない存在となっていった。ギリシア人にとって、ブリトマルティス（クレーテー島方言で「甘美な少女」、「甘美な処女」を意味する）またはディクテュンナ（ヘレニズム期に diktya すなわち「狩猟網」から派生）は山のニュンペー（山精）であり、アルテミスやアイギーナ島の「見えない」守護神アパイアーとも同一視していた。

## 概要

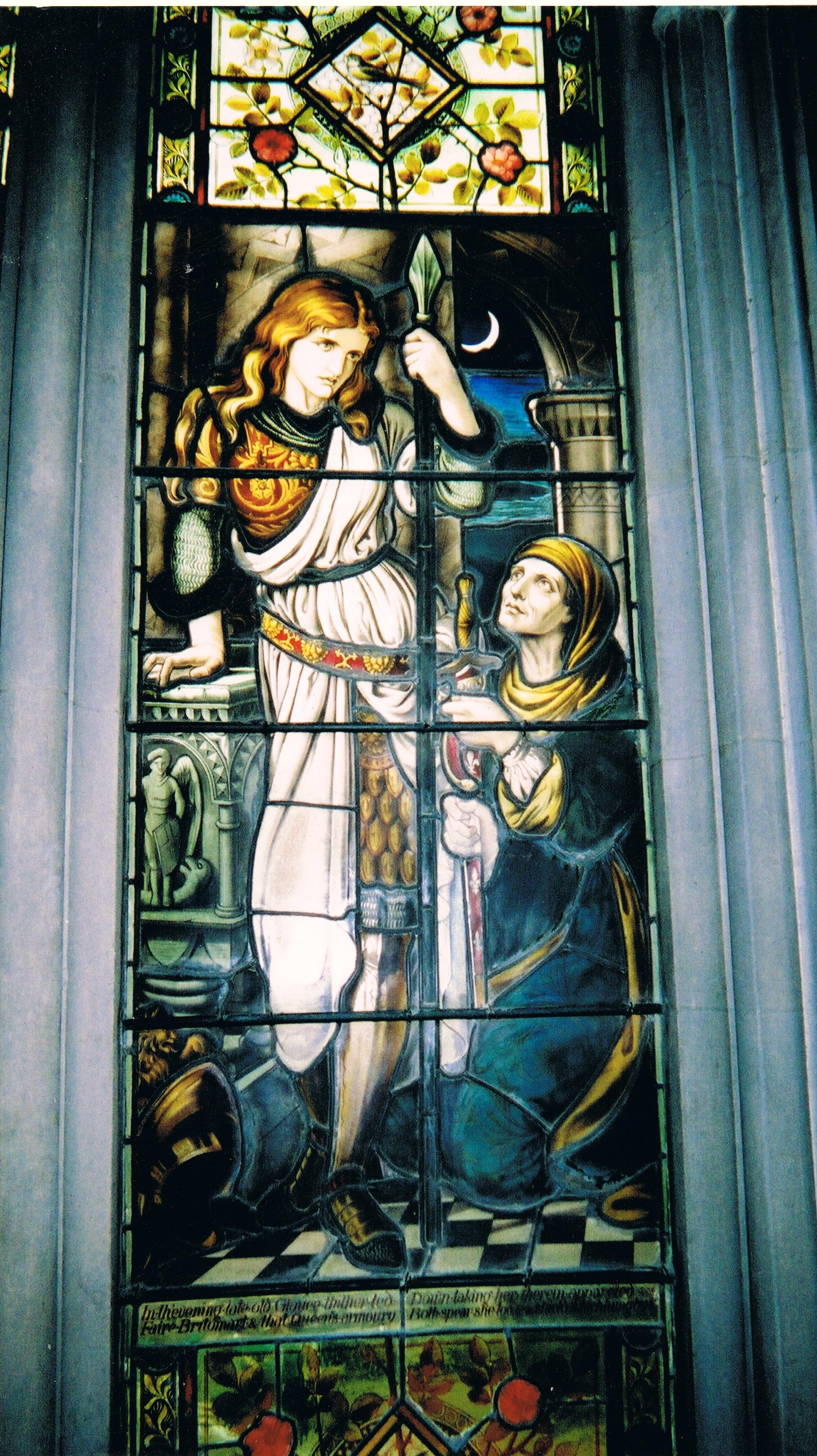
Βριτομαρτις

ブリトマルティス（甘美な乙女）は通り名であって女神の名前ではないし、厄除けの婉曲法であって女神の性格も示していない。ブリトマルティスと呼ばれる女神は、クレーテー島でポトニア (Potnia)すなわち「女主人」のある面を表したものとして崇拝されていた。このクレーテー島の女神の最古の側面は「山の母」であり、ミーノーア文明の印章 (en) にゴルゴーンのような悪魔的特徴を備えた姿で描かれていて、力の象徴として両刃の斧（ラブリュス）を身につけ、神聖なヘビをつかんでいた。この恐ろしい側面を「ブリトマルティス」すなわち「よき乙女」と婉曲法で呼ぶことで鎮め、和らげていた。
ブリトマルティスについての太古の神話はその力とそれが及ぶ範囲を減らすことを常に語っており、文字通り彼女を網に捕らえるものまである（ただし、これは彼女自身が捕らえられたかったからだという）。ギリシアの著作家は伝統的な家父長制度的バイアスからこの女神の地位を逆転させた。すなわち、もともと幼いゼウスをディクテー山の洞窟にかくまっていたとされるブリトマルティスをゼウスの娘とし、オリュンポス十二神のアルテミスであるとした。しかしこの太古の女神は消え去ったわけではなく、クレーテー島の都市が発行する硬貨にはブリトマルティスあるいはゼウスの生誕地であるディクテー山の女神ディクテュンナが描かれ続けた。ディクテュンナとしては翼と人間の顔を持っていて、ディクテー山に立ち、両手に動物をつかんだポトニア・テローン（百獣の女王）の姿で描かれる。後のギリシア人は「百獣の女王」とは女猟師のことだと想像することしかできなかったが、初期の印章にはグリュプスに授乳する姿も描かれている。アルテミスは初期には翼を持った姿で描かれることがあったが、これはその出自の1つがポトニア・テローンであることを示している。
ヘレニズム期および古代ローマのころには、ブリトマルティスは次のような系譜に収まるようになっていた。
「ブリトマルティスは神話によってはディクテュンナとも呼ばれ、デーメーテールの息子エウブーロスの娘カルメーとゼウスの子で、クレーテー島のKainoで生まれた。彼女は狩猟に使う網 (diktya) を発明した。
カリマコスのアルテミスへの3番目の賛歌によれば、ミーノースに追われていたディクテュンナ（網の婦人）が海に身を投げ、漁師の網にかかって助けられ、その漁師がギリシア本土に彼女を送り届けたという。この神話の断片はクレーテー島の女神がギリシアに広まったことを「説明」している。しかしシケリアのディオドーロスはこれを疑わしいとしている。すなわち、女神ともあろう者がただの人間に助けられるとは考えられないとした。ストラボーンは、ディクテュンナ信仰が見られるのはクレーテー島西部のキドニア周辺だけで、そこにディクテュンナイオン（ディクテュンナ神殿）があったと記している。シケリアのディオドーロスの『歴史叢書』 (5.76.3) では「彼女はアルテミスと一時期を共に過ごしたため、一部の人がディクテュンナとアルテミスを同じ女神と考えたのだろう」と示唆している。神話の逆転の最終形態は2世紀のパウサニアースの『ギリシア案内記』 (2.30.3) にあり、「彼女はアルテミスによって女神となり、クレーテー島だけでなくアイギーナ島でも祀られている」としている。
ミーノーア芸術やギリシア各地の硬貨・印章・指輪の図像ではブリトマルティスは悪魔的な姿で描かれており、両刃の斧を持ち、野獣を従えている。

## ディクテュンナとしてのブリトマルティス
ダイダロスが作ったとされるブリトマルティスのクソアノン（信仰対象の木像）がOlousの神殿に置かれていた。ケルソネーソスおよびOlousでは彼女の図像が描かれた硬貨が発行されており、信仰されていたことを示している。また、ブリトマルペイアという祭も開催されていた。ディクテュンナまたはゼウスの乳母としての図像はクレーテー島のキドニア、Polyrrhenia、Phalasarnaの硬貨に描かれている。クレーテー島ではゼウス生誕地とされるディクテー山と結びつけて考えられていた。キドニアの初期のブリトマルティスの描かれた硬貨は、アイギーナ島で作られた硬貨に重ね打ちして作られていたものもある。アルテミス・ディクテュンナとしての神殿はアテーナイ、スパルタ、マッサリアなどにもあり、神体はアイギーナ島産の黒い石像だったが、特に女神として重視されたのはクレーテー島西部のLysosやキドニア西部などである。その神殿は熊より強く危険な番犬に守られているといわれていた。古代にはキドニアに近い丘 (Mount Tityros) の上に神殿が建っていた。

## アパイアーとしてのブリトマルティス
パウサニアースの『ギリシア案内記』 (2.30.3) によれば、ブリトマルティスはアパイアーとして特にミュケーナイ文明時代のアイギーナ島で信仰され、後にアルテミス・アパイアーの神殿が建てられた。アテーナイがアイギーナ島を支配するようになると、その神殿はアテーナイ郊外のAspropyrgosにも建てられた。

## スペンサーの「ブリトマート」
エドマンド・スペンサーの叙事詩『妖精の女王』に出てくるブリトマートは、イングランドの軍事力を寓意的に表した純潔の騎士であり、その名はブリトン (Brit-) とローマの軍神マールス (Martis) を組み合わせたものである。スペンサーはブリトマートにエリザベス1世も重ね合わせている。